# Записки о Галльской войне

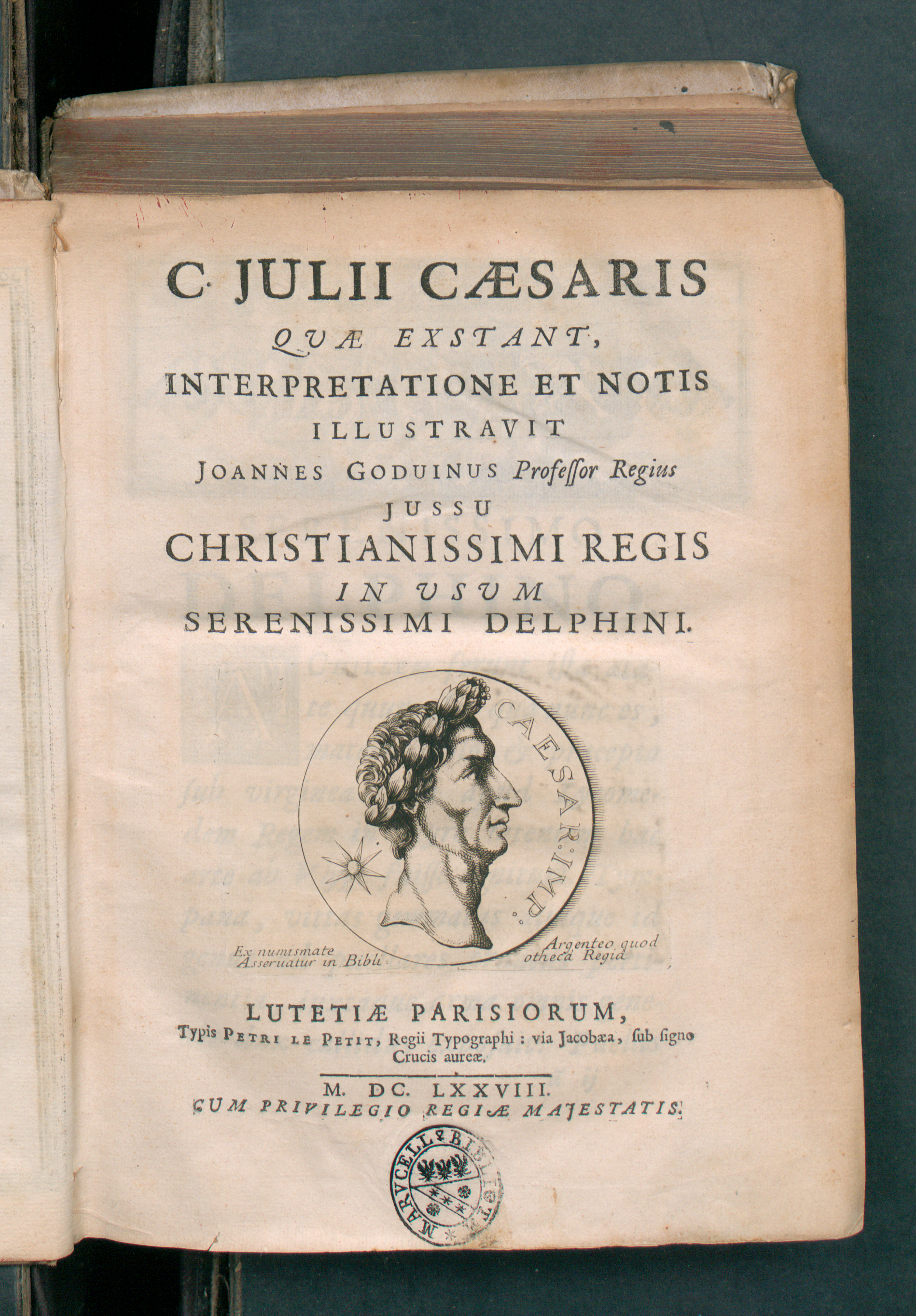
C. Iulii Caesaris quae extant, 1678

Записки о Галльской войне (лат. Commentarii de Bello Gallico) — сочинение Гая Юлия Цезаря, в восьми книгах которого он в присущей ему точной, сжатой и энергичной манере описал своё завоевание Галлии в 58–50 гг. до н. э., а также две переправы через Рейн и высадку в Британии. 
Точная дата написания неизвестна. Последнюю книгу после смерти Цезаря дописал Авл Гирций, предпослав ей своё послание Бальбу. Цезарь ведёт повествование в третьем лице, упоминая бесценные географические и этнографические свойства Галлии, Германии и Британии (например, наиболее подробное описание друидов). 
В Древнем Риме сочинение Цезаря считалось образцом лаконичной, суховатой аттической прозы, оказав решающее влияние на становление стиля Тацита и ряда других историков. Традиционно является первым произведением классической латыни, которое читают на уроках этого языка (в элементарном курсе древнегреческого подобное место занимает «Анабасис» Ксенофонта).